# (8917) 1996 EU2
(8917) 1996 EU2 là một tiểu hành tinh nằm ở rìa ngoài của vành đai chính, có đường kính khoảng 34,34 kilômét (21,34 mi). Nó được phát hiện bởi Chương trình tiểu hành tinh Bắc Kinh Schmidt CCD ở trạm Xinglong ở tỉnh Hồ Bắc, Trung Quốc ngày 9 tháng 3 năm 1996.